# Стрый Авто

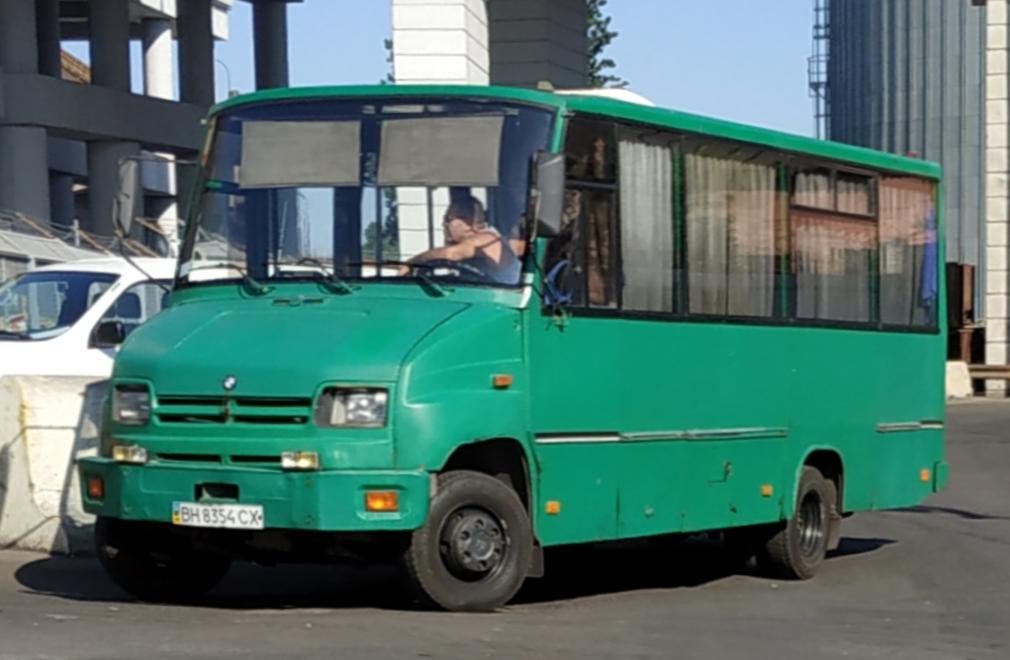
Автобус "Стрый-Авто" А075 на шасси ЗИЛ-5301 «Бычок», 2019 г.

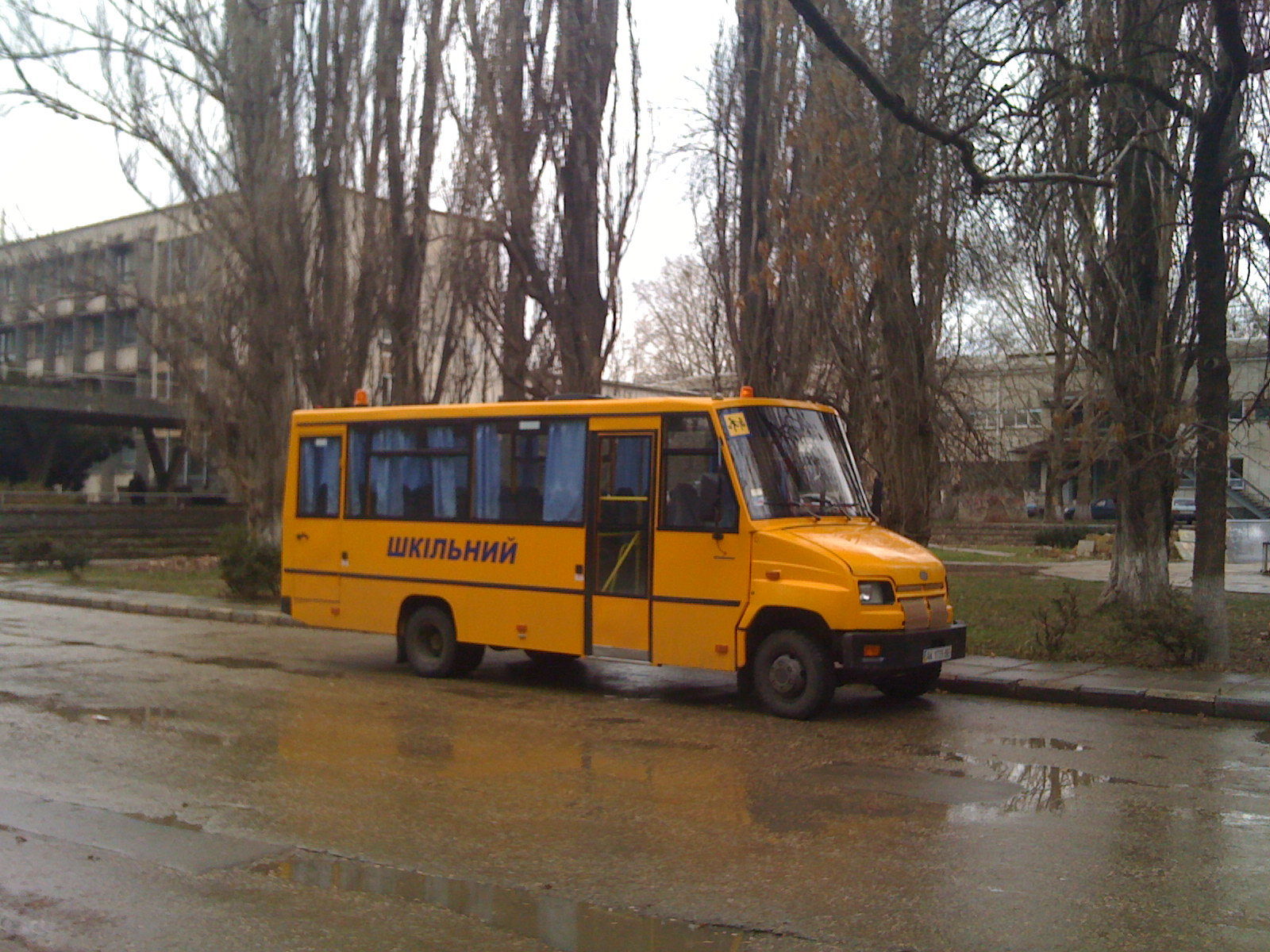
Школьный автобус на базе "Стрый-Авто" А075, 2009 г.

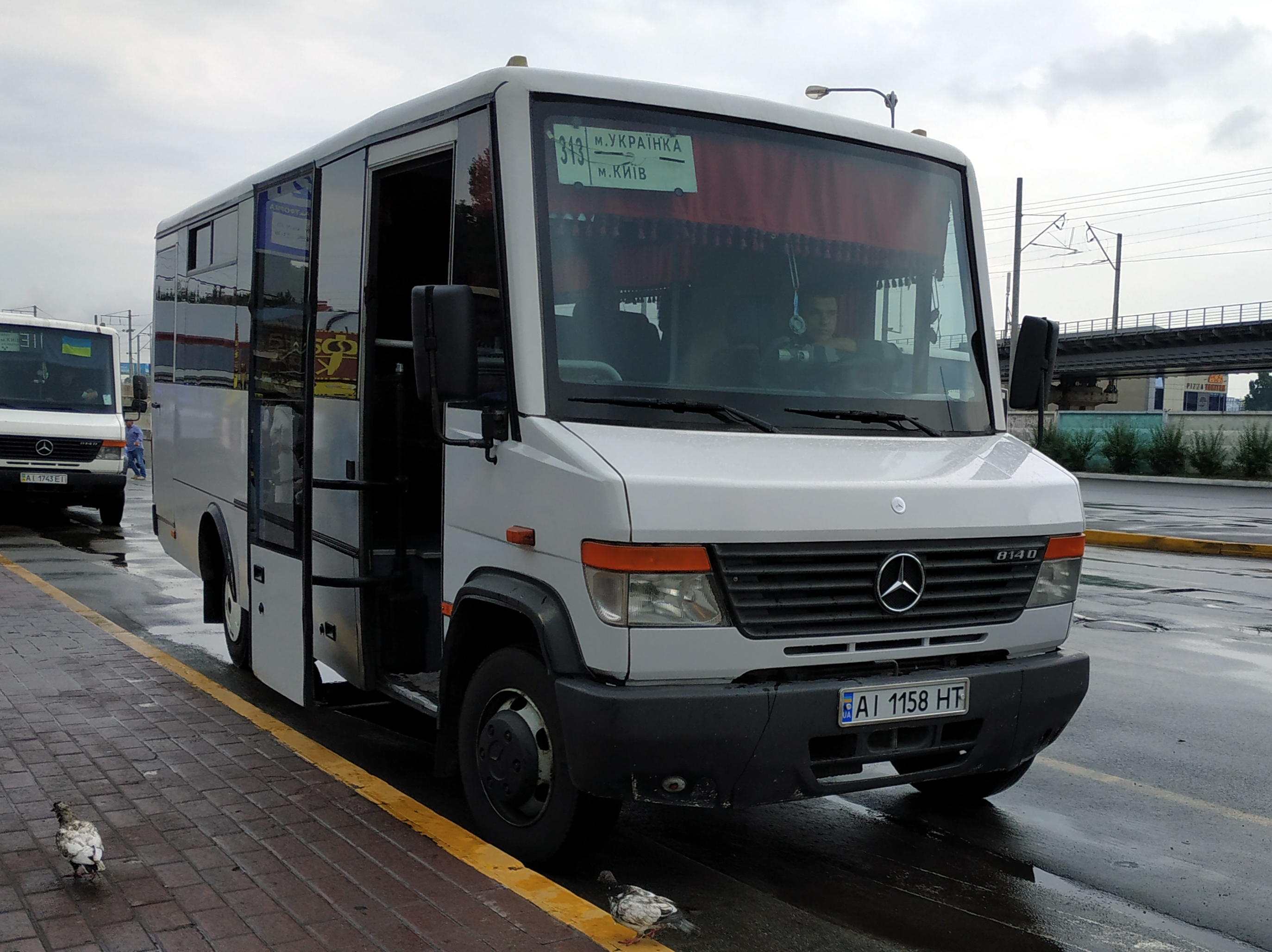
"Стрый-Авто" А07562, 2019 г.

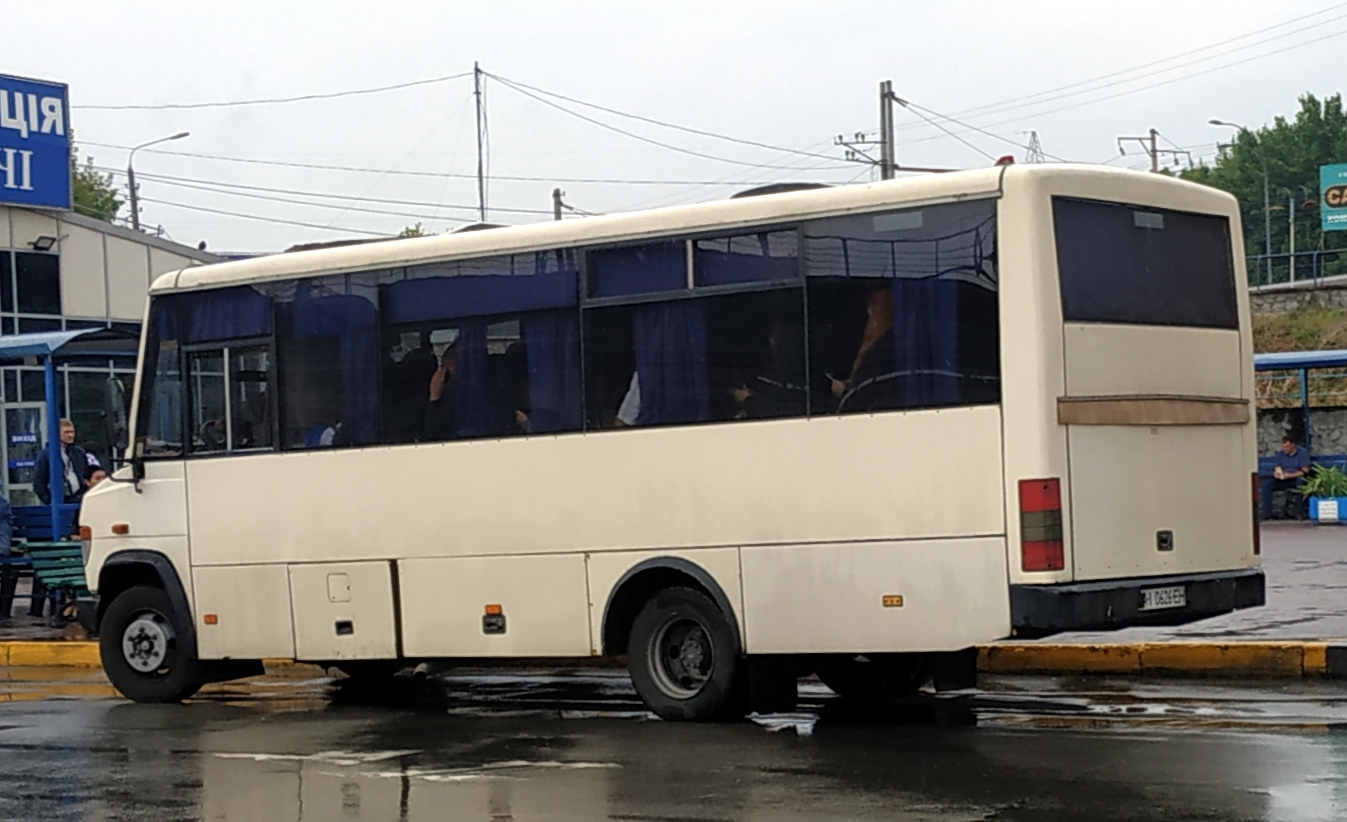
"Стрый-Авто" А07562, 2019 г.

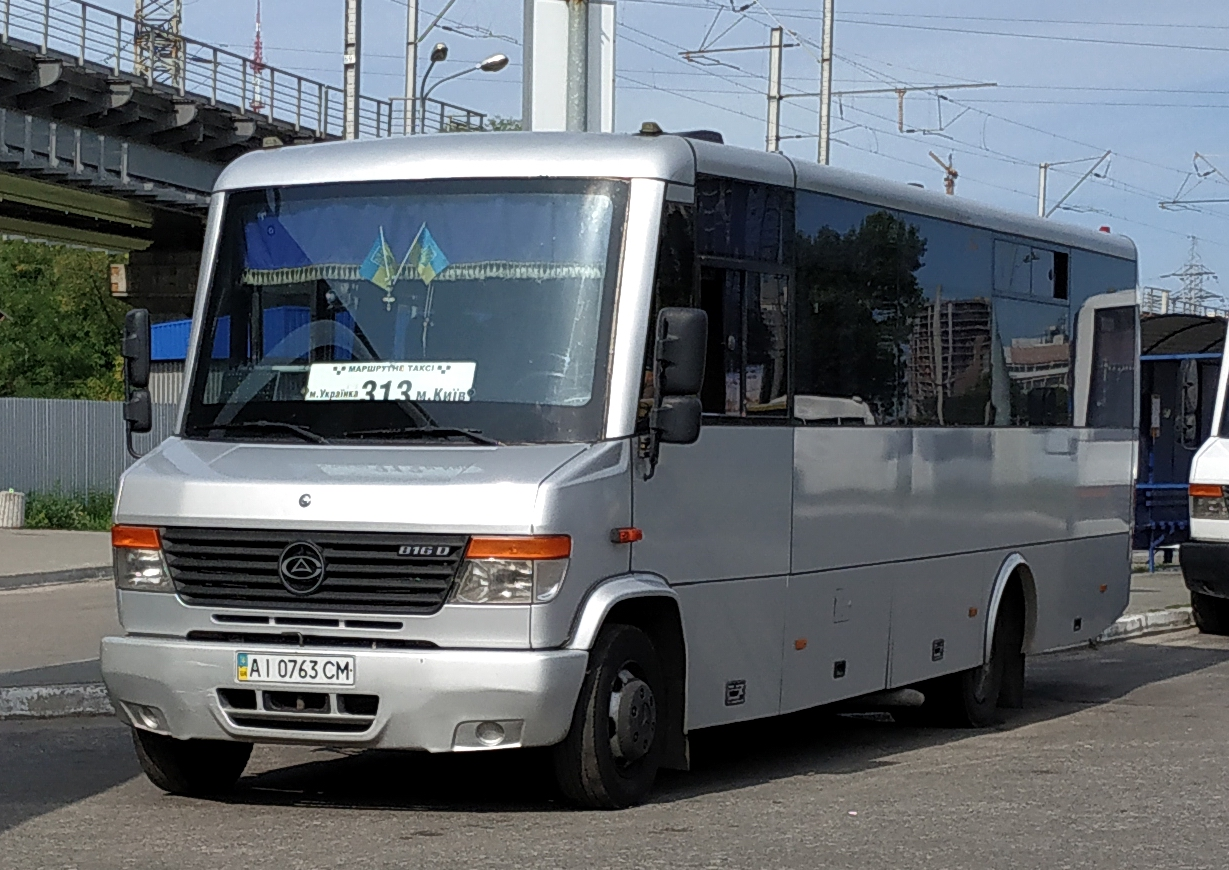
"Стрый-Авто" А07563, 2019 г.

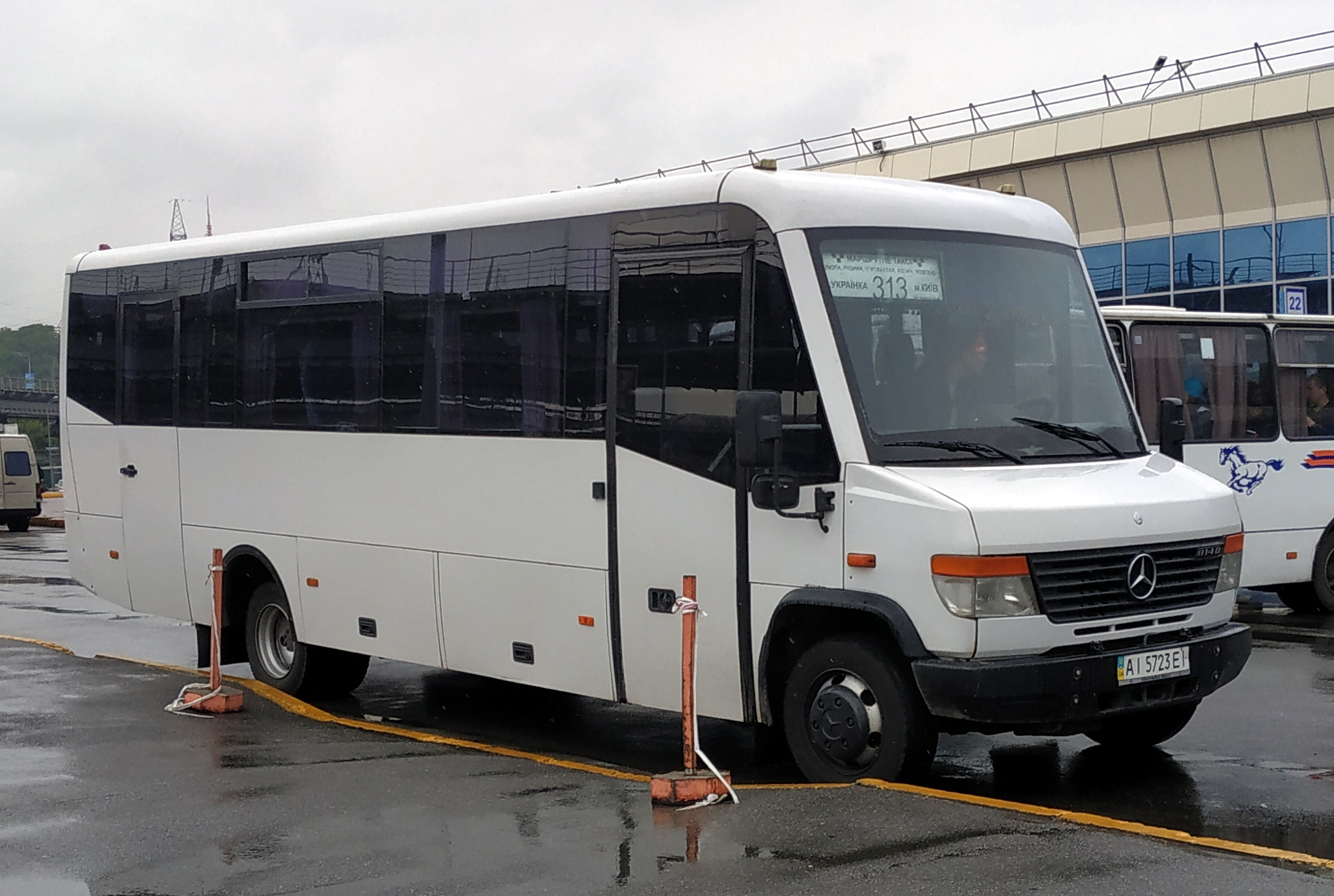
"Стрый-Авто" А07563-1, 2019 г.

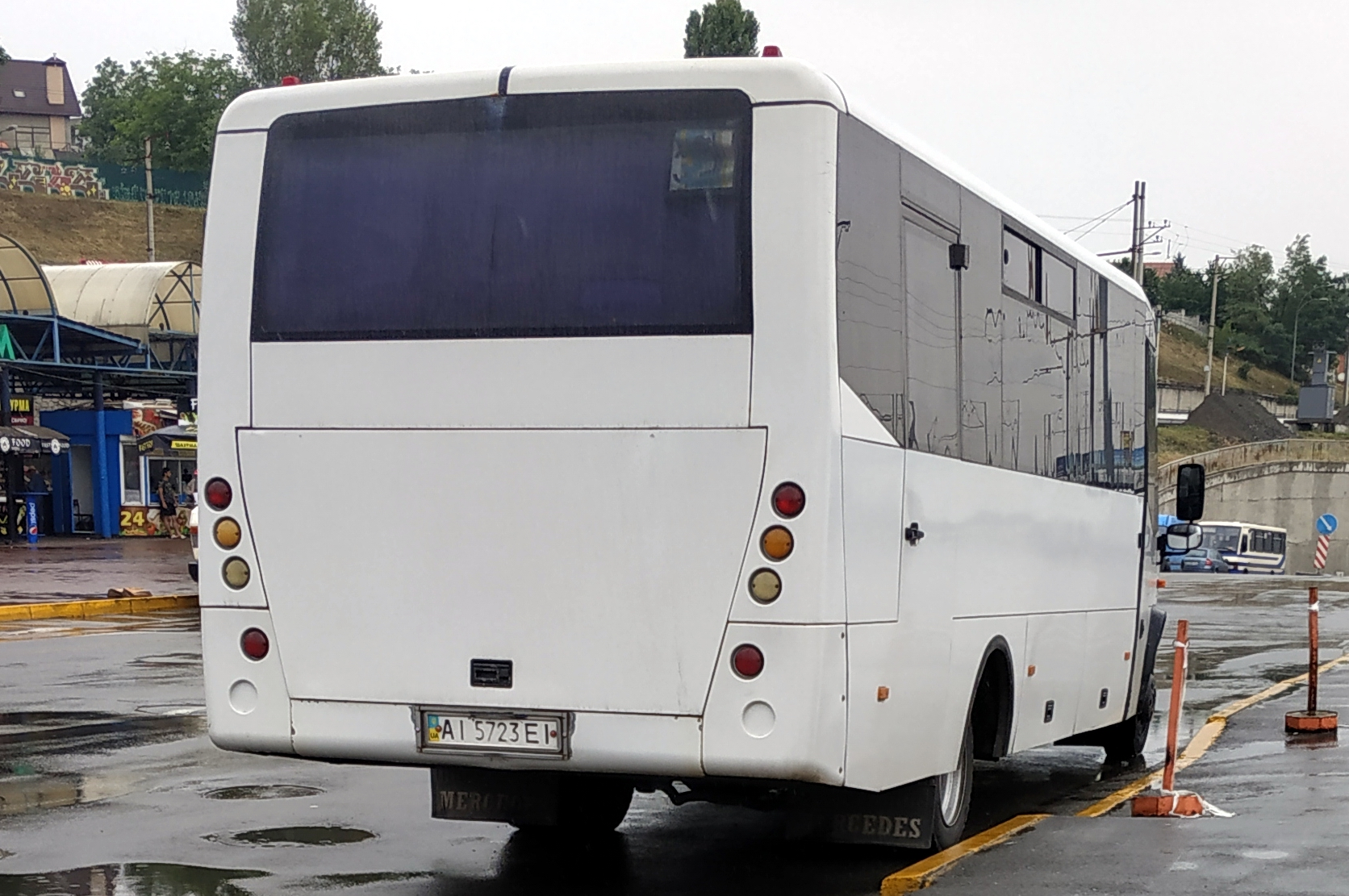
"Стрый-Авто" А07563-1, 2019 г.

ООО «Стрый Авто» (Стрыйский автобусный завод) — украинское предприятие автомобильной промышленности в городе Стрый Львовской области. Специализируется на выпуске автобусов.

## История завода

### 1976 - 1991
Завод был основан в 1976 году как авторемонтное предприятие, специализирующееся на капитальном ремонте автобусов ЛАЗ-695 и ЛАЗ-699. Также завод производил капитальный ремонт двигателей ЗИЛ и мостов Rába. Кроме того, завод выпускал моечные машины АКТБ-114А и АКТБ-118. В 1980-х годах завод освоил сборку дизельных автобусов ЛАЗ-42021.

### После 1991
В 1994 году предприятие было преобразовано в ОАО «Стрый Авто». К этому времени заказы на новые автобусы перестали поступать, и завод занимался нерегулярными авторемонтными работами.
В начале 2001 года во Львовской области был создан Фонд содействия приоритетам промышленного развития, которому институт «Укравтобуспром» предложил на конкурс свою разработку нового микроавтобуса. Фонд рассмотрел представленный проект и принял решение выделить ОАО «Укравтобуспром» 200 тыс. гривен под 6 % годовых на освоение и внедрение в производство новой марки городского автобуса. Партнером института стало одно из небольших авторемонтных предприятий области — «Стрый Авто». В конце сентября 2001 года был изготовлен первый микроавтобус с каркасным кузовом на шасси "Мерседес Бенц", а в октябре 2001 года началось изготовление второй машины.
С 2003 года предприятие сотрудничает с корпорацией «Эталон». Сначала завод занимался переоборудованием автобусов БАЗ А079 в школьные в рамках государственной программы Украины «Школьный автобус» (всего было переоборудовано 30 автобусов). Кроме того, в 2003 году на заводе был собран автобус малого класса БАЗ 2215 «Дельфин», но его серийное производство было передано на Черниговский автобусный завод.
В 2004 году «Стрый Авто» начал выпуск автобуса А075 на шасси и агрегатах российского грузовика ЗИЛ-5301 «Бычок», первые 4 автобуса были выпущены в 2004 году, в дальнейшем, их выпуск был продолжен. Автобус выпускался в пригородном (А0752) и городском (А0754) вариантах исполнения (фото). В рамках государственной программы Украины «Школьный автобус» на «Стрый Авто» был реализован собственный вариант школьного автобуса на базе A075 (фото).
За первые пять месяцев 2006 года завод выпустил 73 автобуса.
Осенью 2008 года, в связи с прекращением работы завода ЗИЛ, поставки шасси грузовика ЗИЛ-5301 для автобусов стали невозможными, и завод приступил к производству нового бескапотного автобуса A102 на базе китайского шасси FAW (фото). 19 декабря 2008 года завод приостановил работу.
По состоянию на 2011 год на заводе серийно производились три модели автобуса - A102 и А07563 для туристических перевозок, А07562 для пригородных перевозок и небольших частных транспортных компаний.
13 октября 2014 года Львовская областная государственная администрация сообщила, что завод находится в состоянии банкротства и призвала правительство Украины провести национализацию предприятия. К началу 2016 года завод уже не функционировал.

## Продукция
В разные годы компанией «Стрый Авто» выпускались следующие модели автобусов:
- автобус ЛАЗ-42021 (Фото);
- автобус А079 «Эталон» (школьная модификация) (Фото (недоступная ссылка));
- автобус БАЗ 2215 «Дельфин» (Фото);
- автобус А0752 (Фото);
- автобус А0754 (Фото (недоступная ссылка));
- автобус А102 (Фото);
- автобус А07562 (Фото);
- автобус А0755 (Фото);